# Gerd Schön
Gerd Schön (* 14. April 1948 in Karlsruhe; † 29. November 2024 ebenda) war ein deutscher Physiker und Hochschullehrer.

## Werdegang
1966 begann Schön mit dem Studium der Physik an der damaligen Universität Karlsruhe. Dieses musste er 1967/68 für den Wehrdienst unterbrechen. 1971 wechselte er zur Universität Dortmund, wo er 1972 sein Physik-Diplom erhielt. Von 1973 bis 1976 promovierte er an gleicher Stelle über das Thema Propagating Collective Modes in Superconductors. Von 1976 bis 1982 war er Assistent an der Universität Karlsruhe, wo er sich 1981 mit dem Thema Nonequilibrium Superconductivity habilitierte. Nach mehreren Aufenthalten in den USA hatte er von 1986 bis 1991 einen Lehrstuhl an der Technischen Universität Delft inne.
Von 1991 bis 2016 hatte er einen Lehrstuhl am Institut für Theoretische Festkörperphysik an der Universität Karlsruhe bzw. dem daraus hervorgegangenen Karlsruher Institut für Technologie (KIT), und ab 1998 war er Arbeitsgruppenleiter am Institut für Nanotechnologie des ehemaligen Forschungszentrums Karlsruhe und heutigen Teil des KIT.
Zwischen 1995 und 1997 war er für sieben Monate Gastprofessor an der Technischen Universität Helsinki.
Er war spezialisiert auf theoretische Festkörperphysik, Supraleiter, Elektronentransport in Nanostrukturen sowie Quanteninformation.
Er war verheiratet mit Dagmar Gerthsen, die Professorin für Physik am KIT ist.
Schön engagierte sich über viele Jahre aktiv im NABU, sein Interesse galt dabei vor allem der Ornithologie.

## Auszeichnungen
1989 erhielt er zusammen mit Ulrich Eckern und Wilhelm Zwerger den Walter-Schottky-Preis. 1995 verlieh ihm die Akademie von Finnland den Alexander-von-Humboldt-Preis. Im Jahr 2000 wurde ihm von der Universität Karlsruhe und Badenwerk der Heinrich-Hertz-Preis verliehen. 2011 erhielt er den Fritz London Memorial Prize.